# Kaple svatého Václava (Bílka)
Kaple svatého Václava v Bílce je moderní kaple z roku 2000 od architekta Ivana Noska, která stojí na návsi vsi Bílka, která je součástí obce Bořislav.

## Historie

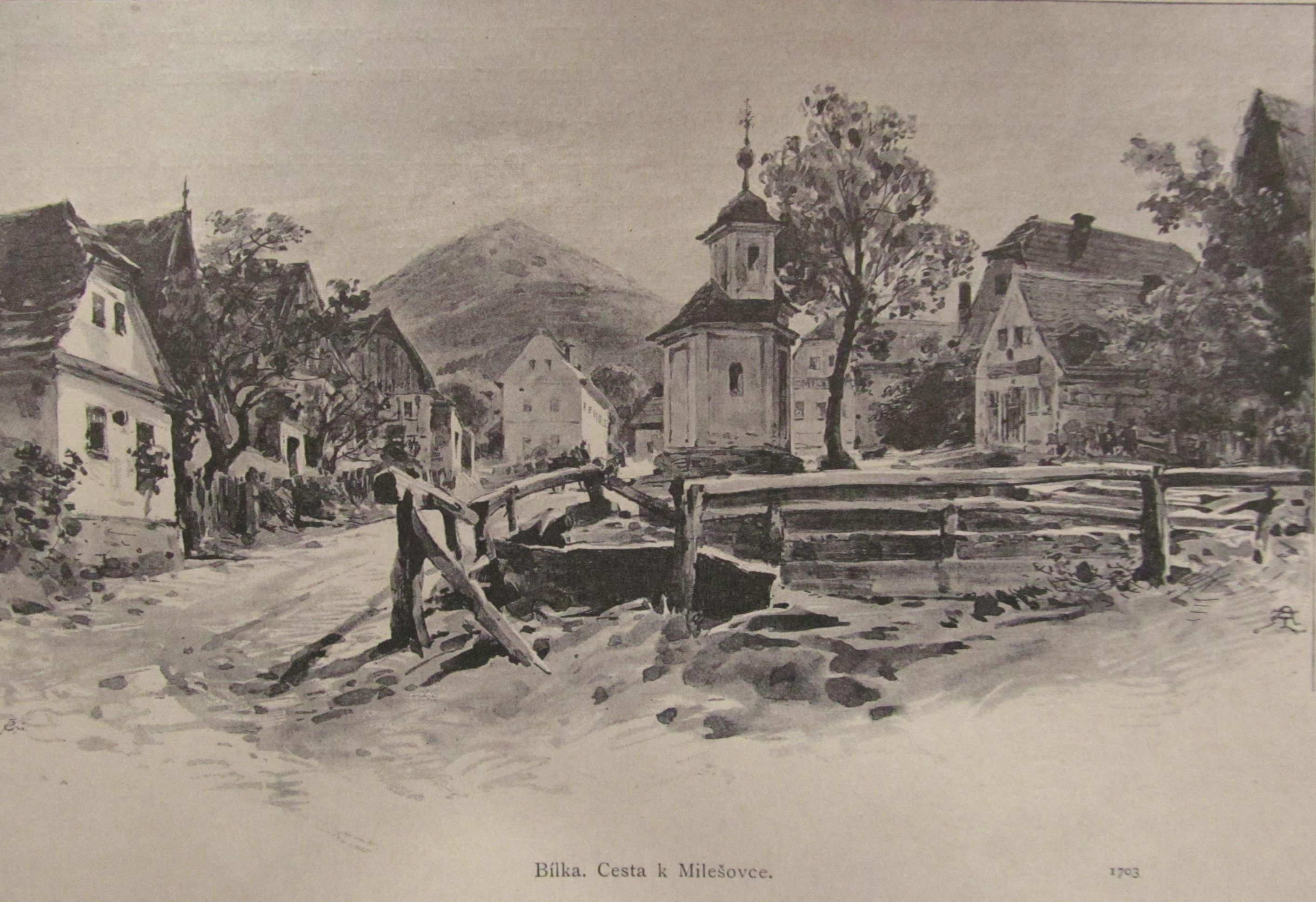
Pohled na náves v Bílce s kaplí svatého Václava před rokem 1892 od Antonína Lewého

Kaple je novostavbou – je třetí kaplí zasvěcenou svatému Václavu postavenou ve vsi. První byla zbudována v roce 1639 jako smírčí kaple na památku smrti Jana Václava Kaplíře, který zde byl zabit Kryštofem Jiřím Chrtem ze Rtína při pitce po honu dne 22. listopadu 1638. Kaple byla v roce 1736 přestavěna, ale po druhé světové válce zpustla a byla v osmdesátých letech 20. století zbořena. Dochoval se ale původní zvon, který je umístěn v nové kapli.

## Současná kaple
Současnou kapli navrhl a v letech 1996–2000 realizoval akademický architekt Ivan Nosek. Vnitřní výzdobu navrhl výtvarník Jan Koblasa, text Otčenáše napsala Sofia Jakuševa-Koblasová. Kapli vysvětil 30. září 2000 litoměřický biskup Josef Koukl.
Na kapli navazuje Cesta přátelství, soubor čtrnácti plastik od českých a německých autorů umístěných podél tří cest vycházejících z Bílky.

## Galerie

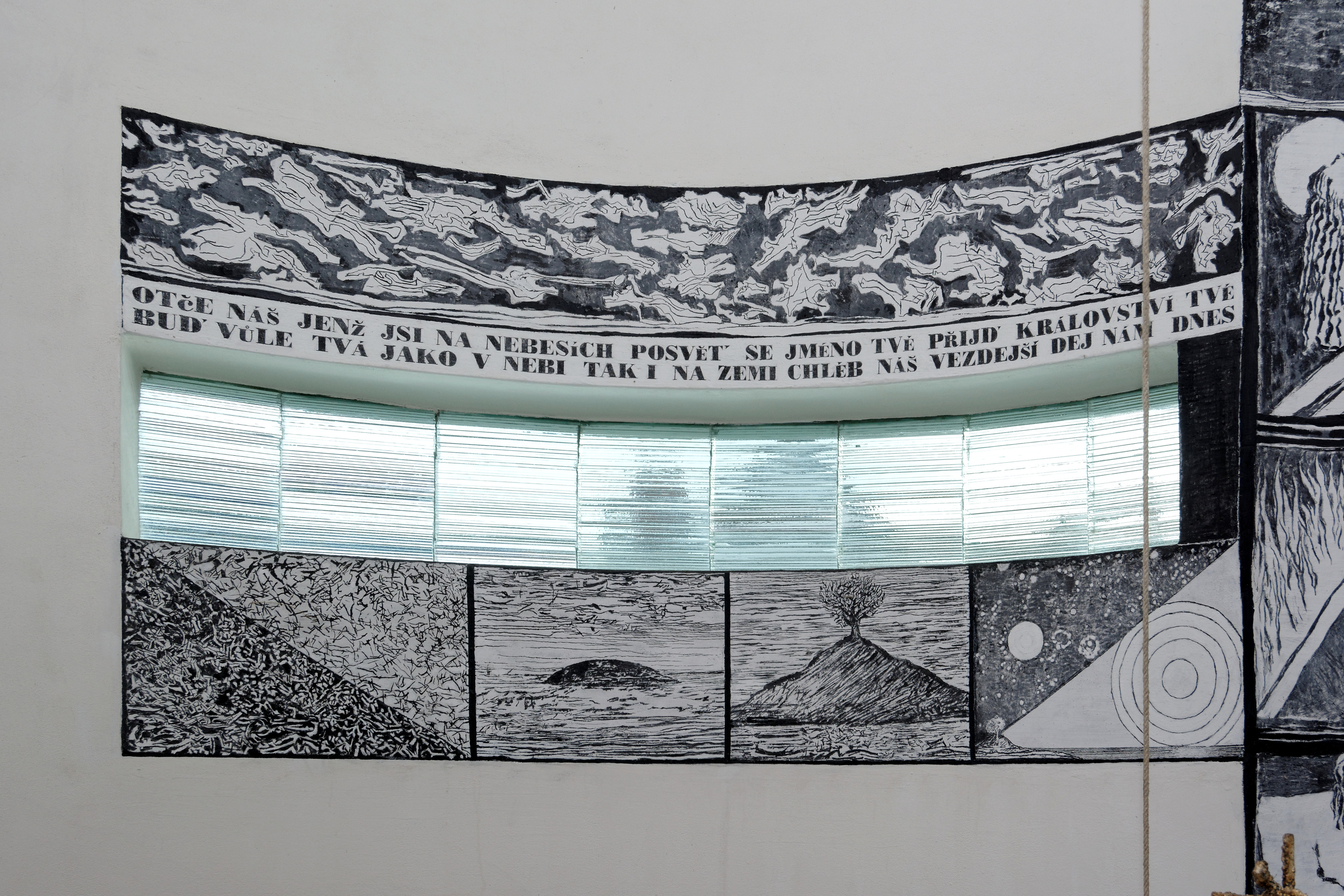
Vnitřní výzdoba Jan Koblasa a Sofia Jakuševa-Koblasová (písmo)
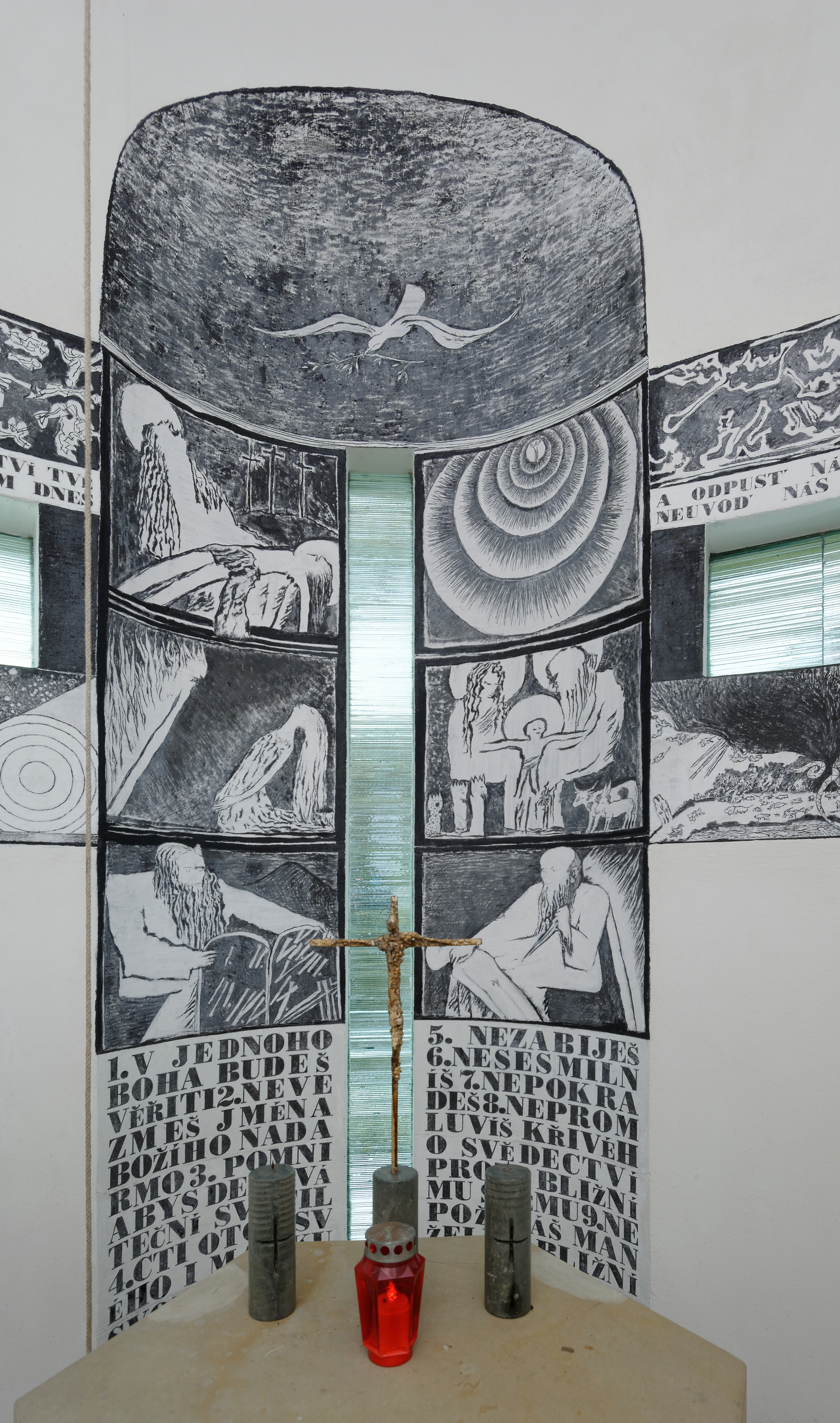
Vnitřní výzdoba Jan Koblasa a Sofia Jakuševa-Koblasová (písmo)
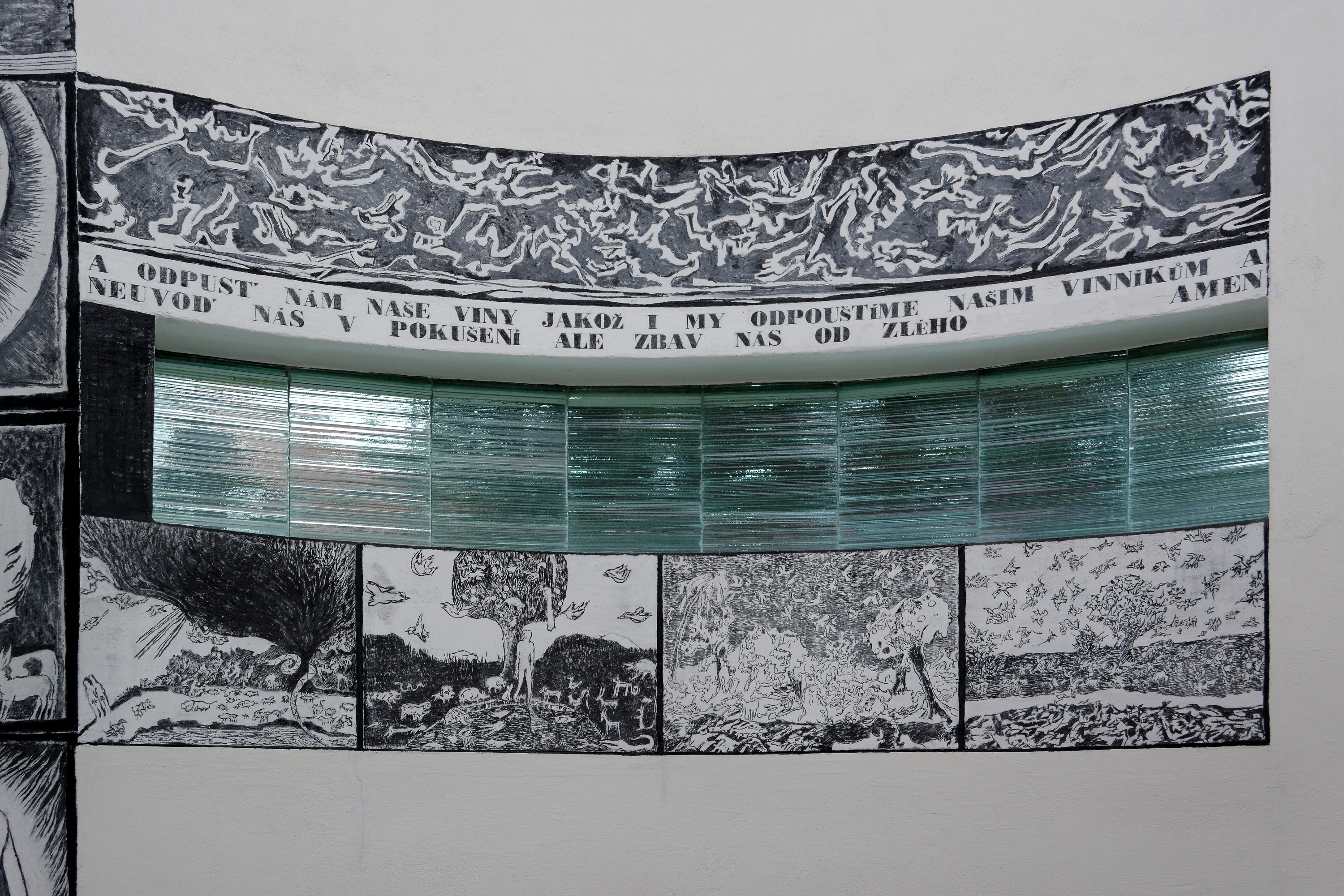
Vnitřní výzdoba Jan Koblasa a Sofia Jakuševa-Koblasová (písmo)